# Serra de l'Avetar
La Serra de l'Avetar és una serra situada en el terme municipal de Tordera, a la comarca del Maresme, amb una elevació màxima de 547,8 metres a la Roca d'en Cona.

## Llocs d'interés
A prop de la part nord de la carena hi ha l'ermita de la Mare de Déu de l'Erola.